# Tây Jakarta
Tây Jakarta (tiếng Indonesia: Kota Jakarta Barat) là một thành phố của tỉnh đặc khu thủ đô Jakarta, Indonesia. Thành phố rộng 130.76 km² được chia thành 8 khu là: Cengkareng, Grogol Petamburan, Kalideres, Kebon Jeruk, Kembangan, Palmerah, Taman Sari, và Tambora. Ở thành phố này có Bảo tàng Seni Rupa dan Keramik.
Website chính thức của thành phố là http://barat.jakarta.go.id Lưu trữ ngày 25 tháng 7 năm 2009 tại Wayback Machine